# 둘이서 솔로 캠프
《둘이서 솔로 캠프》(일본어: ふたりソロキャンプ 후타리 소로 캰푸[*])는 데바타 유다이가 지은 일본의 만화다. 《이브닝》(코단샤)에서 2018년 21호부터 2023년 6호(휴간호)까지 제1부 연재. 코믹 DAYS(코단샤)에 특별편을 연재 후 《모닝》(코단샤)에서 2024년 2·3 합병호부터 제2부를 연재하고 있다.

## 줄거리
혼자를 사랑하는 고고한 캠퍼, 키노쿠라 겐은 언제나처럼 솔로 캠프를 즐기고 있었다. 그러나 그런 그의 행복의 시간은 캠핑장에 오는 도중 조난당해 큰 폭으로 지각해 온 왕초보 캠퍼 쿠사노 시즈쿠 때문에 엉망이 되고 만다. 이미 직원도 돌아가 버려 렌탈할 생각으로 자신의 텐트도 소지하고 있지 않은 시즈쿠를 보지 못하고, 본의 아니게 신세를 지고 '너에게는 솔로는 아직 이르다'라고 타이른 겐이지만, 그런 그를 캠프의 스승으로서 전망한 시즈쿠는 자신이 1인분이 될 때까지 '둘이서 솔로 캠프'를 해 단련해 달라고 말하기 시작한다.

## 등장인물
키노쿠라 겐(樹乃倉 巌)
성우 - 하마노 다이키, 시마부쿠로 미유리(어린 시절)
본작의 주인공. 34세. 고독을 즐기고 있는 토박이 솔로 캠퍼.
쿠사노 시즈쿠(草野 雫)
성우 - 니이자키 미즈키
본작의 히로인. 20세. 굵은 눈썹이 특징이며, 폭유. 솔로 캠프 초보자.
오오조라 사야(大空 さや)
성우 - 아이자와 사야
시즈쿠의 친구.
히노 미즈키(火野 瑞希)
성우 - 네모토 유나
시즈쿠의 친구.
타키가와 아카히토(滝川 彰人)
성우 - 아자카미 요헤이
겐의 고등학교 시절부터의 친구. 캠프를 좋아한다는 공통점 때문에 교제가 계속되고 있다.

## 서지 정보
- 데바타 유다이 《둘이서 솔로 캠프》  코단샤 〈이브닝 KC〉, 기간 21권(2025년 7월 23일 현재)
  1. 2019년 3월 22일 발매[1][2], ISBN 978-4-06-514905-8
  2. 2019년 5월 23일 발매[3], ISBN 978-4-06-516174-6
  3. 2019년 8월 6일 발매[4], ISBN 978-4-06-516945-2
  4. 2019년 11월 21일 발매[5], ISBN 978-4-06-518010-5
  5. 2020년 3월 23일 발매[6], ISBN 978-4-06-518923-8
  6. 2020년 5월 22일 발매[7], ISBN 978-4-06-519585-7
  7. 2020년 8월 11일 발매[8], ISBN 978-4-06-520490-0
  8. 2020년 12월 23일 발매[9], ISBN 978-4-06-521819-8
  9. 2021년 3월 23일 발매[10], ISBN 978-4-06-522678-0
    - 스티커 세트 포함 한정판[11], ISBN 978-4-06-523424-2

  10. 2021년 7월 14일 발매[12], ISBN 978-4-06-524044-1
    - 스티커 세트 포함 한정판[13], ISBN 978-4-06-524605-4

  11. 2021년 11월 22일 발매[14], ISBN 978-4-06-525887-3
    - 스티커 세트 포함 한정판[15], ISBN 978-4-06-525886-6

  12. 2022년 3월 23일 발매[16], ISBN 978-4-06-527124-7
    - 토트백 포함 한정판[17], ISBN 978-4-06-527125-4

  13. 2022년 7월 22일 발매[18], ISBN 978-4-06-528464-3
  14. 2022년 11월 22일 발매[19], ISBN 978-4-06-529761-2
    - 「雫のキャンプ飯レシピBOOK」付き特装版[20], ISBN 978-4-06-529837-4

  15. 2023년 4월 21일 발매[21], ISBN 978-4-06-530943-8
  16. 2023년 7월 21일 발매[22], ISBN 978-4-06-532426-4
    - 「雫のキャンプ飯レシピBOOK第2弾」付き特装版[23], ISBN 978-4-06-532536-0
    - この巻に『イブニング』連載終了分と『コミックDAYS』の特別番外編を収録。

  17. 2024년 4월 23일 발매[24], ISBN 978-4-06-535251-9
    - この巻から『モーニング』連載分を収録。

  18. 2024년 7월 23일 발매[25], ISBN 978-4-06-536019-4
  19. 2024년 11월 21일 발매[26], ISBN 978-4-06-537522-8
  20. 2025년 4월 23일 발매[27], ISBN 978-4-06-538635-4
  21. 2025년 7월 23일 발매[28], ISBN 978-4-06-539894-4

## TV 드라마
2025년 1월 9일부터 2월 27일까지 TOKYO MX에서 방송되었다.

### 에피소드 목록
| 화수   | 방송일   | 감독                |
| ------ | -------- | ------------------- |
| 제1화  | 1월 09일 | 니노미야 타카시     |
| 제2화  | 1월 16일 | 니노미야 타카시     |
| 제3화  | 1월 23일 | 니노미야 타카시     |
| 제4화  | 1월 30일 | 니노미야 타카시     |
| 제5화  | 2월 06일 | 히라바야시 카츠토시 |
| 제6화  | 2월 13일 | 히라바야시 카츠토시 |
| 제7화  | 2월 20일 | 니노미야 타카시     |
| 최종화 | 2월 27일 | 니노미야 타카시     |

## TV 애니메이션
2025년 7월부터 TOKYO MX 등에서 연속 2쿨로 방송 중이다.

### 스태프
- 원작 - 데바이 유다이
- 감독 - 하토리 준
- 시리즈 구성 - 사츠키 아야
- 캐릭터 디자인 - 시마자키 토모미
- 프롭 디자인 - 캇토 마도카, 요코이 히데유키, 호소누마 아오이, 쿠로다 카호, No_rule, 시노하라 노부코
- 의상 디자인 - 오노 시게노
- 미술 감독·미술 설정 - 하세가와 히로유키
- 색채 설계 - 세토 하루코
- 3DCG 디렉터 - 이시이 히데키
- 촬영 감독 - 츠보우치 히로키
- 편집 - 니이 카즈히로
- 음향 감독 - 하치마키 다이키
- 음향 효과 - 야마타니 나오토
- 음악 - 코와시 쇼타
- 음악 제작 - 포니 캐년
- 프로듀서 - 와타나베 유키, 스즈키 유지, 야마토 마사에, 쿠로스 노부히코, 마츠이 유코
- 애니메이션 프로듀서 - 후지와라 카즈히로
- 애니메이션 제작 - SynergySP
- 제작 - 둘이서 솔로 캠프 제작위원회

### 주제가
불빛은 멀고(灯りは遠く)
스커트에 의한 오프닝 테마. 작사·작곡은 사와베 와타루, 편곡은 스커트.
둘이서 캠프 feat. SPECIAL OTHERS(ふたりキャンプ feat. SPECIAL OTHERS)
오오이시 마사요시에 의한 엔딩 테마. 작사·작곡은 오오이시 마사요시, 편곡은 오오이시 마사요시/SPECIAL OTHERS.

### 에피소드 목록
| 화수  | 제목                                      | 각본        | 그림 콘티       | 연출            | 작화 감독                                                                     | 총작화 감독                                     | 방송일          |
| ----- | ----------------------------------------- | ----------- | --------------- | --------------- | ----------------------------------------------------------------------------- | ----------------------------------------------- | --------------- |
| 제1화 | 独り野営にて思ふ 홀로 야영장에서 사색하다 | 사츠키 아야 | 하토리 준       | 스즈키 타카토시 | 아라마키 소노미 토미나가 카즈요 후타후사 시마자키 토모미                      | 시마자키 토모미 아사야마 키미하루 시미즈 소라토 | 2025년 7월 11일 |
| 제2화 | を楽しめ 고독(솔로)을 즐겨라              | 사츠키 아야 | 마츠이 히토유키 | 타카모토 유다이 | 半扇門 七霊石                                                                 | 시마자키 토모미 아사야마 키미하루 시미즈 소라토 | 7월 18일        |
| 제3화 | ギア沼にご用心 도구의 늪을 조심하자       | 사츠키 아야 | 니시모토 유키오 | 요시다 슌지     | 타카하시 마호 지펑우 王家涵 核聚變動畫 無錫月霊動画 無錫七彩動画 淮南像素映画 | 시마자키 토모미 아사야마 키미하루 시미즈 소라토 | 7월 25일        |